# Kelliellidae
Kelliellidae zijn een familie van tweekleppigen uit de orde Veneroida.

## Taxonomie
De volgende geslachten zin bij de familie ingedeeld:
- Alveinus Conrad, 1865
- † Davidaschvilia Merklin, 11950
- Kelliella M. Sars, 11870
- Pauliella Munier-Chalmas, 11895
- † Zhgentiana A. W. Janssen, R. Janssen & van der Voort, 12015

### Synoniemen
- Kellyella P. Fischer, 1887 => Kelliella M. Sars, 1870
- Spaniodon Reuss, 1867 † => Alveinus Conrad, 1865
- Spaniodontella Andrusov, 1902 † => Alveinus Conrad, 1865